# Korne (gromada)
Korne – dawna gromada, czyli najmniejsza jednostka podziału terytorialnego Polskiej Rzeczypospolitej Ludowej w latach 1954–1972.
Gromady, z gromadzkimi radami narodowymi (GRN) jako organami władzy najniższego stopnia na wsi, funkcjonowały od reformy reorganizującej administrację wiejską przeprowadzonej jesienią 1954 do momentu ich zniesienia z dniem 1 stycznia 1973, tym samym wypierając organizację gminną w latach 1954–1972.
Gromadę Korne z siedzibą GRN w Kornem utworzono – jako jedną z 8759 gromad na obszarze Polski – w powiecie kościerskim w woj. gdańskim na mocy uchwały nr 18/III/54 WRN w Gdańsku z dnia 5 października 1954. W skład jednostki weszły obszary dotychczasowych gromad Korne, Kościerzyna-Nadleśnictwo, Łubiana i Wieprznica ze zniesionej gminy Kościerzyna oraz obszar dotychczasowej gromady Gostomko ze zniesionej gminy Lipusz w tymże powiecie, a także obszar dotychczasowej gromady Gostomie ze zniesionej gminy Stężyca w powiecie kartuskim w tymże województwie. Dla gromady ustalono 12 członków gromadzkiej rady narodowej.
1 stycznia 1960 z gromady Korne wyłączono miejscowości Fingerowa Huta, Strzelnica, Kościerzyna-Nadleśnictwo i Wierzysko, włączając je do gromady Skorzewo z siedzibą w Kościerzynie w tymże powiecie.
1 stycznia 1962 gromadę zniesiono, a jej obszar włączono do gromady Lipusz (miejscowości Gostomko i Żółno) oraz do znoszonej gromady Skorzewo z siedzibą w Kościerzynie (miejscowości Gostomie, Korne, Nowa Karczma, Łubiana, Wieprznica, Owśnica, Garczyn, Glinki, Wygoda, Złotowo, Kania, Plon, Owśniczka i Syrowo) w tymże powiecie.